# Littérature du XIIIe siècle
Littérature du XIe siècle - Littérature du XIIe siècle - Littérature du XIIIe siècle - Littérature du XIVe siècle - Littérature du XVe siècle

## Événements
- Âge d’or de la littérature islandaise (fin XIIe siècle-début XIVe siècle)[1]. Les clercs, formés dans les écoles continentales (Westphalie, Paris), rapportent des livres de l’Occident et l’usage de l’écriture cursive, qu’ils adaptent à la langue norroise. Ils copient de nombreux manuscrits dans les couvents, et le goût de la lecture se répand dans les élites. Ils consignent sur parchemin les textes poétiques païens (grands poèmes de l’Edda, poèmes scaldiques), des écrits historiques (lois, généalogies, chronologies), des œuvres littéraires s’appuyant sur la tradition orale (sagas).
- Premières œuvres de la littérature en langue polonaise, notamment un poème sur la duchesse Lutgarde qui avait été étranglée par son époux et un autre sur la bataille de Zawichost de 1205, restes sans doute d’une production importante de jongleurs ambulants[2].

- Au début du XIIIe siècle, le khan des Naïmans invite à sa cour le savant ouïgour Tata Tonga (T'at'at'ung-a) qui leur enseigne l’écriture et adapte l'alphabet ouïghour à l'écriture du mongol[3].
- Les textes écrits les plus anciens de Madagascar sont les Sora-be, textes en langue malgache et en caractères arabes, écrits sur du papier dont les Antemoro détiennent le secret de fabrication[4].

- Vers 1200 : la Métaphysique et les Libris naturales d’Aristote sont accessibles en Europe[5].
- 1206-1207 : concours de trouvères dans le château de la Wartburg[6].
- Après 1210 : développement des premières universités (Paris 1213, Oxford 1214, Cambridge 1231) ; siècle de l'école scolastique[7]. A Paris, de 1245 à 1248, puis à Cologne jusqu'en 1252 Albert le Grand introduit la philosophie et la science grecques (Aristote, Euclide) et arabes dans les universités européennes[8].
- 1230-1266 : épanouissement de l'École sicilienne sous l'impulsion de Frédéric II[9].
- Vers 1269 : composition de l'écriture Phagspa[10].
- 1er mai 1274 : rencontre de Dante avec Béatrice, jeune femme qu’il aime et qu’il exalte comme un symbole de la grâce divine dans la Vita Nuova et plus tard dans la Divine Comédie[11].
- Vers 1275 : création de la bibliothèque de Kanazawa, au Japon[12].
- 1282 : premier filigrane attesté sur un papier fabriqué en Italie (Fabriano)[13].
- 1284 : 130 enfants auraient disparu à Hamelin, événement à l'origine de la légende du Joueur de flûte de Hamelin[14].
- 1er-6 octobre 1285 : les Chiny organisent des fêtes magnifiques près de Montmédy et y invitent plus de 500 chevaliers pour des joutes et des Jeux guerriers. Jacques Bretel en fait un compte rendu brillant et poétique dans son Tournoi de Chauvency[15].
- Vers 1290 : Salomon ben Menasse, de Valence, devient traducteur officiel du roi Jacques II d'Aragon[16].
- 1292 : l'écriture thaïe fait son apparition sur une inscription de Sukhothaï[17].

## Ouvrages didactiques
- 1246-1263 : Speculum maius du dominicain Vincent de Beauvais, vaste compilation des connaissances du Moyen Âge, en 80 volumes. Il s'agit d'une encyclopédie, reprenant les principes d'organisation des chanoines de Saint-Victor, et introduisant les ressources nouvelles de la science gréco-arabe. Cette encyclopédie sera la référence des connaissances à la fin du Moyen Âge et sera rééditée jusqu'en 1624[18].
- 1212 : Otia imperialia, Livre des Merveilles rédigé par Gervais de Tilbury pour Othon IV de Brunswick[19]. Il y raconte la légende des sirènes.

- Vers 1250 : le Miroir du Roi (Konungsskuggsjá), ouvrage didactique écrit en norvégien pendant la seconde moitié du XIIIe siècle[20].
- 1284 : Jean de Meung traduit le De re militari, de Végèce, sous le titre de l’Art de la chevalerie, dédiée à Jean de Brienne, comte d’Eu[21].
- 7 mars 1286 : Giovanni Balbi termine  à Gênes Summa grammaticalis quae vocatur catholicon, dit aussi Catholicon, premier dictionnaire latin dans un ordre strictement alphabétique[22].
- 1288 :  De magnalibus urbis Mediolani ( Des Merveilles de la ville de Milan) du frère Bonvesin della Riva, maître de grammaire et tertiaire milanais de l’ordre des Umiliati[23].
- 1288 : « Bréviaire d’amour » du languedocien Matfre Ermengau[24].

- Al Qifti (mort en 1248) écrit Ikhbar al-'ulama' bi akhbar al-hukama, un dictionnaire biographique des savants et des sages[25].

### Droit

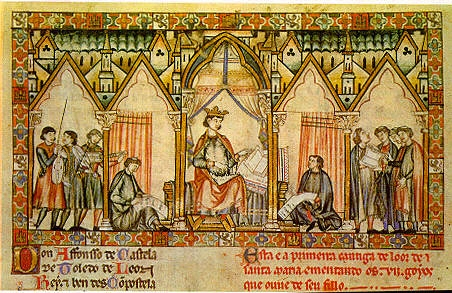
Alphonse X de Castille et les Siete Partidas

- 1256-1265 : « Libro de las siete partidas », compilation du droit romain, exaltant l’absolutisme castillan et unifiant le droit du royaume de Castille[26].
- Vers 1264-1266 : Jean d'Ibelin achève le livre des Assises de Jérusalem[27].
- 1268 : le Livre des métiers d'Étienne Boileau[28].
- 1283 : Coutumes de Beauvaisis recueillies par Philippe de Beaumanoir[29].

### Théologie et philosophie
- Vers 1200 : 
  - l’archevêque de Lund Anders Sunesen rédige un traité philosophique en vers, l'Hexaëmeron, réplique du De natura rerum de Lucrèce, pour initier les lecteurs à la pensée scolastique[30].
  - La Question de Simon Pierre sur l'eucharistie et le baptême , apocryphe chrétien en syriaque concernant l'histoire et la diffusion des sacrements, attribué à Simon Shanqlawa ou à  son disciple Jean bar Zo'bi (en)[31].
  - rédaction de la Description des monastères et églises coptes, attribuée à l’Arménien Abû Sâlih ou au copte Abū al-Makārim (mort après 1209)[32],[33].
- 1215 : l’ouvrage de Joachim de Flore, moine cistercien, sur l’unité de la Trinité, est condamné au concile du Latran[34].
- 1225-1230 : traduction en latin de l'œuvre du philosophe Averroès par Michael Scot, en particulier ses commentaires des [35].
- 1228-1235 : Robert Grosseteste traduit et commente les œuvres d'Aristote, notamment lÉthique à Nicomaque, les Analytiques, la Physique et les Seconds Analytiques, du Pseudos-Denys et de Jean Damascène, rédige un traité sur la lumière De luce seu de inchoatione formarum (« De la lumière ou le commencement des formes ») et un Commentaire sur l’Hexameron (l’œuvre des six jours)[36].

- Entre 1229 et 1240 : Sermons du prédicateur Jacques de Vitry[37].

- 1230-1260 : Sermons de Sérapion (en), évêque de Vladimir, qui interprètent l’invasion mongole comme le juste châtiment infligé aux principautés par la faute des luttes fratricides entre princes[38].
- 3 juin 1240 : la traduction latine de l’Éthique à Nicomaque d’Aristote est achevée à Tolède par Hermann l'Allemand[39].
- Après 1245 : Summa universae theologiae (Somme de théologie), d'Alexandre de Hales est compilé après sa mort par ses disciples à la demande du pape Innocent IV[40]. Il introduit les principes aristotéliciens dans la discussion théologique chrétienne.
- 1246 : Summa theologiae d’Albert le Grand, qui tente de réconcilier l’aristotélisme et les enseignements chrétiens ; il affirme que la raison humaine ne peut contredire la révélation, mais il défend le droit du philosophe de pénétrer les mystères divins[41].
- Entre 1250 et 1270 : Manuel des pechiez[42] (« Manuel des péchés »), une œuvre didactique d’environ 1 200 octosyllabes rimés écrite en anglo-normand tardif, attribuée à Wilham de Waddington, où sont énumérés les atteintes par les laïcs aux éléments essentiels de la morale religieuse avec la manière de se confesser.
- 1251 : le Tripitaka Koreana, canon complet du bouddhisme gravé sur des lamelles de bois, est achevé en Corée[43].

- 1254-1257 : De Anima (« Traité de l’âme ») d’Albert le Grand, tentative pour rendre Aristote accessible aux clercs[44].
- 1255-1266 : le dominicain Jacques de Voragine rédige La Légende dorée, une véritable mythologie chrétienne[45].
- 1256 : Scripta super libros sententiarum (Commentaires des Sentences) de Thomas d'Aquin, commentant Sententiarum libri quatuor (Quatre Livres de Sentences) de Pierre Lombard[46]. Thomas d’Aquin obtient son doctorat en théologie au printemps et est nommé professeur de philosophie à l’université de Paris[47].

- 1258 : De Animalibus (« Des animaux ») d'Albert le Grand[44].
- 1258-1264 : Thomas d'Aquin rédige sa Somme contre les gentils (Summa contra gentiles), traité destiné à convaincre les intellectuels musulmans de la vérité du christianisme, de Thomas d'Aquin[48].
- 1259 : début de la rédaction de l'Itinéraire de l’âme vers Dieu de Bonaventure[49].
- Entre 1266 et 1273 : Thomas d'Aquin rédige une Somme théologique[50].

- Après 1263 : De causis et processu universitatis (« Des causes et de l'émanation de l'univers ») d'Albert le Grand[51].

- 1266-1268 : Opus majus, Opus minus, Opus tertium, de Roger Bacon[52].
- Vers 1267-1277 : Secré de secrez, traduction du Secretum secretorum en langues vernaculaires par Pierre d'Abernon[53].

- Vers 1270-1280 : Sefer HaZohar (« Livre de la Splendeur »), œuvre maîtresse de la Kabbale, attribué à Moïse de León[54].
- Vers 1270 : De unitate intellectus contra averroïstas (« De l’unité de l’intellect contre les averroïstes ») de Thomas d'Aquin. Cette œuvre fait se retourner l’opinion contre ses opposants qui sont condamnés par l’Église[55].
- Vers 1270 : Moreh ha Moreh, réflexions de Shem Tov ibn Falaquera de Tudela (Espagne) sur la philosophie de Maïmonide[56].

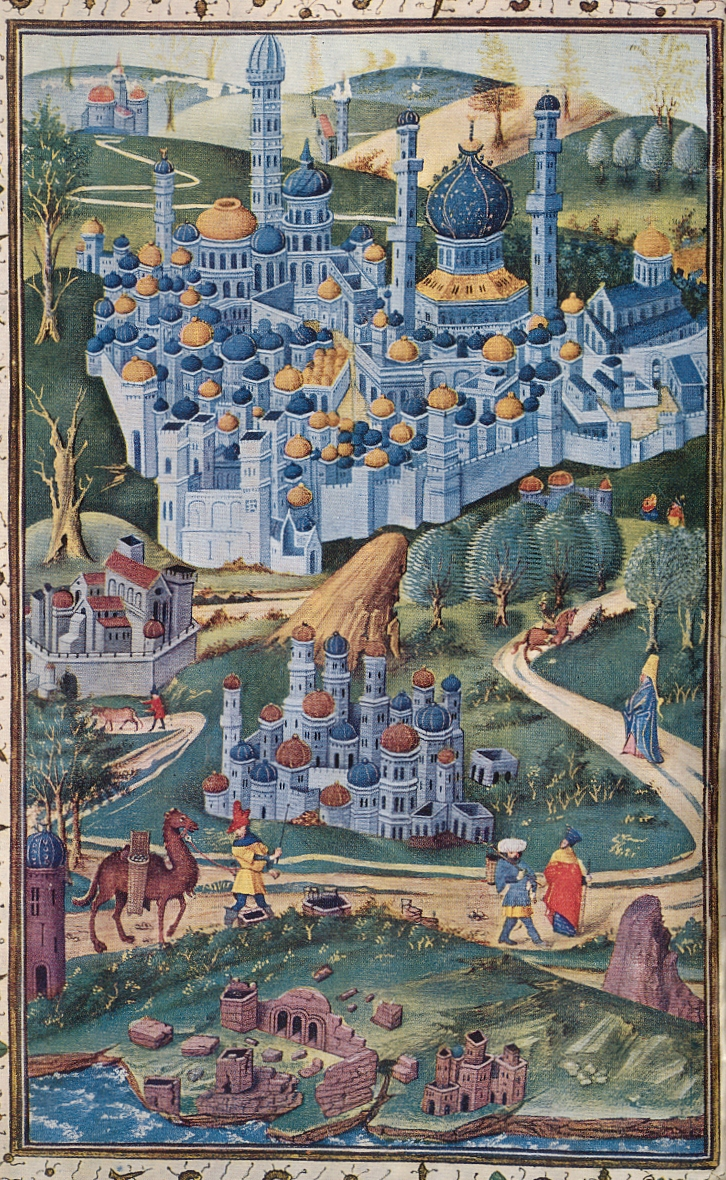
Jérusalem, enluminure du Descriptio Terrae Sanctae, 1283

- Vers 1283 : rédaction de Descriptio Terrae Sanctae, du dominicain Burchard de Mont Sion[57].

- 1292 : Roger Bacon écrit le Compendium studii theologiae ( « Recueil d’études de théologie »)[58].

### Histoire
- Entre 1190 et 1208 : Magistri Vincenti Chronica Polonorum, chronique de Vincent Kadlubek dans laquelle est affirmée l’idée de l’unité polonaise et contient un plaidoyer pour la réunification du pays[59].
- Vers 1200 :
  - rédaction du Récit des Groenlandais[60].
  - Gesta Danorum (« Geste des Danois ») de l'érudit danois Saxo Grammaticus[61].
  - rédaction de la première Gesta Hungarorum (anonyme)[62].

- 1207 : Geoffroi de Villehardouin commence la rédaction de La conquête de Constantinople[63] (fin en 1213).

- 1213-1214 : rédaction des Faits des Romains, compilation anonyme[64].

- 1224-1227 : Heinrici Cronicon Lyvoniae, chronique d’Henri le Letton, relatant l’histoire légendaire de la christianisation des Lettons[65].

- Après 1227 : rédaction de l’Histoire secrète des Mongols (1228, 1240 ou 1252)[66].
- 1231 : Histoire universelle (al-Kâmil) de ibn al-Athir (1160-1233), qui complète Tabarî jusqu’en 1231[67].

- 1241 : Liber Census Daniæ, relation d'un recensement au Danemark[65].

- Après 1247 : Jean de Plan Carpin rédige son Historia Mongolorum quos nos Tartaros appellamus (« Histoire des Mongols appelés par nous Tartares »)[68].
- 1248-1268 : Registre des visites, carnet de voyage de l’archevêque de Rouen Eudes Rigaud[69].

- Vers 1264 : Sturlunga saga, chronique détaillée des faits quotidiens en Islande de 1116 à 1264[70].
- 1274 : première rédaction en français des Grandes Chroniques de Saint-Denis[71].
- 1282-1285 : rédaction de la Gesta Hungarorum par Simon Kézai[72].
- 22 juillet 1287 : Guillaume de Nangis, chroniqueur né vers le milieu du XIIIe siècle, moine de Saint-Denis, achève la rédaction de sa biographie de Philippe III le Hardi, la Gesta Philippi[73].

## Fictions

### Romans
- Fin XIIe siècle-début du XIIIe siècle : le Roman de Jaufré, anonyme[74].

- 1174-1250 : composition du Roman de Renart, le premier cycle entre 1174 et 1205, le second cycle entre 1205 et 1250[75].

- Entre 1200 et 1210 : 
  - le poète allemand  Gottfried von Straßburg écrit Tristan und Isold, inspiré de la version de Thomas d’Angleterre[76].
  - rédaction de Parzival, de Wolfram von Eschenbach[77].
- Vers 1203-1205 : le cycle épique allemand Nibelungenlied est composé[78].

- Entre 1215 et 1230/1235 : rédaction du cycle du Lancelot-Graal[79].

- Vers 1220-1230 : Snorri Sturluson écrit la Saga de Saint Olaf (fin en 1230)[80].

- 1224 :
  - le Cantique du frère Soleil ou Cantique des créatures de François d'Assise est l'un des premiers grands poèmes de langue italienne[81].
  - publication de la Philippide, à la gloire de Philippe Auguste, par Guillaume le Breton[82].

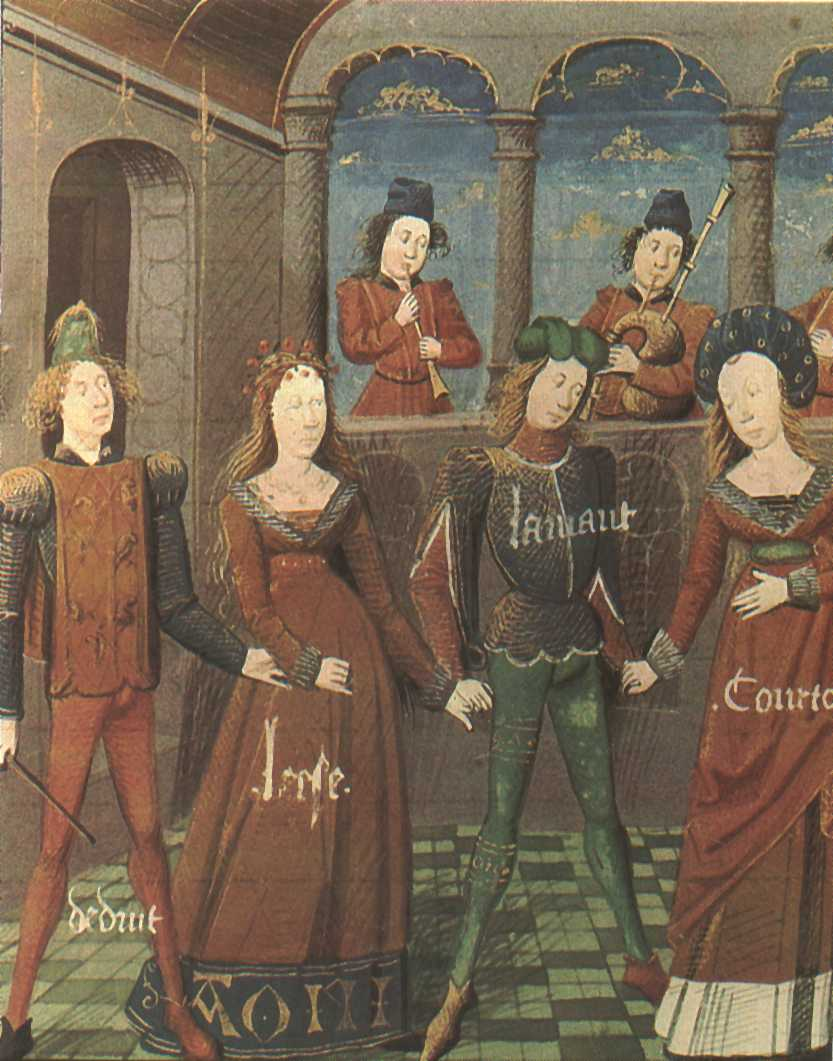
Roman de la Rose

- 1225-1237 : le poète français Guillaume de Lorris écrit la première partie du Roman de la Rose, véritable code de l'amour courtois[83].
- Vers 1220 : Karlamagnús saga[84], le roi de Norvège Hákon IV Hákonarson fait réunir et traduire dans sa langue, le norrois (scandinave ancien), un grand nombre de chansons de geste françaises célébrant les exploits de Charlemagne et de ses chevaliers. La saga a été conservée dans des manuscrits islandais en deux versions constituant un cycle en dix « branches ». Cette saga scandinave est une vaste synthèse de la matière épique du Moyen Age français. Elle représente une version plus ancienne et différente des chansons de geste concernant Charlemagne, Roland, Guillaume d'Orange et Ogier le Danois.
- Vers 1225-1230 : troisième continuation de Perceval de Manessier[85].
- Vers 1225-1240 : Tristan en prose, roman attribué dans le prologue à Luce del Gat et dans l’épilogue par Hélie de Boron, deux prétendus chevaliers-écrivains[86].
- 1226 : Tristrams saga ok Ísöndara (« Saga de Tristan et Iseut (no) »), traduction en vieux norrois de la version de  Thomas d'Angleterre par Frère Robert (no) à l'intention du roi Håkon IV de Norvège avec ajout de mythologie scandinave[87].

- Entre 1230 et 1240 : Barthélemy l'Anglais compose De proprietatibus rerum[88].
- Vers 1234-1237 : Gesta regum Britannie, chanson de geste anonyme dédiée à  Cadioc, évêque de Vannes de 1235 à 1254[89].
- Vers 1260-1290 : Le Chant d’Ostrov, le plus ancien manuscrit écrit en tchèque[90].
- Vers 1265 : Eiríks Saga Rauða (« Saga d’Erik le Rouge »)[91].
- Entre 1275 et 1280 : Jean de Meung complète le Roman de la Rose[92].

- Joufroi de Poitiers, roman en vers français[93].
- Le Dit de l'empereur Constant, en français[94].

### Poésie
- Le lai de Tydorel, lai anonyme écrit à la fin du XIIe ou au début du XIIIe siècle[95].
- 1205 : 
  - Japon : publication de Shin Kokinshu, une Nouvelle Anthologie de poèmes anciens et modernes due à Fujiwara no Sadaie (1162-1241)[96].
  - Le poète anglais Layamon ou Laweman écrit Brut son poème de 16 000 vers[97].
- Vers 1204-1209 : la Bible de Guiot de Provins, un poème satirique, explique comment utiliser la boussole[98].

- 1212 : Hōjōki (Notes de la cabane de dix pieds carrés) est écrit au Japon par le poète Kamo no Chōmei[99].
- Vers 1215 : Robert Grosseteste compose en anglo-normand le long poème allégorique, le Château d'Amour[100].
- Entre 1218 et 1233 : les Miracles de Nostre Dame par Gauthier de Coincy[101].
- Vers 1220-1240 : Japon : Heike Monogatari (« Histoire des Heike »), poème épique en prose relatant la chute de Taira[102].
- Vers 1225-1274 : dans ses sirventès, le troubadour Peire Cardenal (1180-1278) dénonce la corruption du clergé catholique[103].

- 1235-1237 : Ogura hyakunin isshu (« De cent poètes un poème ») compilation de poèmes classiques japonais choisis par Fujiwara no Teika[104].
- Après 1239 : Ima monogatari (Contes du temps présent), rédigés au Japon par Fujiwara no Nobuzane[105].
- 1258 : publication en Perse du Gulistan (La roseraie) par Saadi[106].
- 1262 : début de la rédaction du Masnavi, ouvrage en persan du poète soufi Jalâl ud Dîn Rûmî  (1207-1273)[107].

- Vers 1267-1268 : La Lumere as lais (« La Lumière des laïques »), traité de théologie traduit en vers par Pierre d'Abernon[53].

- Après 1277 : la femme de lettres japonaise Abutsu Ni écrit l’Izayoi nikki, Journal du seizième jour de la lune[108].
- Entre 1279 et 1284 : Cantigas de Santa Maria, recueils de chansons compilé à Séville pour le roi de Castille[109].
- 1293-1295 : la Vita nuova, poème de Dante[110].

### Théâtre
- Vers 1260 : Rutebeuf écrit Le Miracle de Théophile, un des plus anciens « miracles de Notre-Dame »[111].
- Vers 1282 : Adam de la Halle compose le Jeu de Robin et de Marion à Naples[112].

## Naissances
- 1265 : Dante Alighieri, poète, écrivain, penseur et homme politique florentin, auteur de la Divine Comédie.

Voir :
- Écrivains français nés au XIIIe siècle.
- Écrivains italiens nés au XIIIe siècle.

## Décès
- vers 1205 : Peire Vidal, troubadour.
- vers 1210 : Simon de Freine, poète et littérateur anglo-normand.
- 1215 : Gottfried von Straßburg
- 1249 : Guillaume d'Auvergne, théologien.
- 1264 : Vincent de Beauvais (vers 1184-1194, 1264), dominicain, encyclopédiste, auteur du Speculum maius, vaste compilation des connaissances du Moyen Âge, rééditée jusqu'en 1624.
- 1280 : Albert le Grand, dominicain, philosophe, théologien, naturaliste, chimiste et alchimiste germanique.
- 1293 : Pierre d'Abernon poète anglo-normand.